# Сигунов, Николай Григорьевич
Николай Григорьевич Сигунов (1792—1870) — генерал-майор, участник войн против Наполеона.
Родился 5 октября 1792 года, происходил из дворян Курской губернии; воспитывался в 1-м кадетском корпусе, откуда в 1811 году выпущен в чине прапорщика в 1-ю артиллерийскую бригаду.
Начал свою боевую деятельность в Отечественную войну 1812 года, принимал участие в делах при Витебске, Смоленске и Бородине.
В 1813 года Сигунов участвовал в сражениях при Калише, около которого, после занятия русскими Варшавы, расположились французские войска, при Люцене, которым Наполеон думал вернуть своё влияние на Германию, утраченное после разгрома 1812 года; при Бишофсвердере, Яуре и Пирне. За отличие в Бауценском сражении 8—9 мая Сигунову было объявлено Высочайшее благоволение, а за боевые заслуги в сражении при Дрездене 14 августа он был произведён в подпоручики. В том же 1813 году он участвовал в Битве народов под Лейпцигом и за отличие награждён орденом св. Анны 4-й степени с надписью «За храбрость», а также был при обложении крепости Киля.
В 1814 году, после перехода союзных войск через Рейн во Францию, Сигунов находился в рядах армии, блокировавшей Страсбур, и бомбардировавшей крепость Фальсбург, а затем вернулся в Россию, не быв за все время ни ранен, ни контужен.
В 1819 году он был произведён в поручики, а через год переведён в 1-ю батарейную гренадерскую роту, из которой в 1827 году, состоя уже в чине капитана, был уволен от службы по домашним обстоятельствам. В следующем году Сигунову был пожалован знак отличия беспорочной службы за XV лет, а через два года Высочайшим повелением он был призван на службу и определён в чине майора в строительный отряд.
Расстроенное здоровье не позволяло Сигунову нести строевую службу, и он был назначен командиром военно-рабочего батальона Корпуса путей сообщения и затем директором 1-й дирекции Московского шоссе. За отличие по службе он был произведён в подполковники.
Занимая должность начальника 3-го отделения 8-го округа Путей сообщения Сигунов был награждён знаками отличия беспорочной службы за XXV и XXX лет. С 1846 года он состоял в должности командира 6-й лабораторной роты, с зачислением по полевой артиллерии, и получил ряд наград: ордена св. Владимира 4-й степени (в 1846 году) и св. Георгия 4-й степени за беспорочную выслугу (26 ноября 1848 года, № 8028 по кавалерскому списку Григоровича — Степанова), знак отличия за XXXV лет, в 1850 году произведён в полковники, награждён орденом св. Анны 2-й степени и знаком отличия за XL лет беспорочной службы.
По переформировании на Кавказе артиллерии, 6-я лабораторная рота была переименована в Тифлисскую лабораторию, а потом во 2-ю Тифлисскую местную лабораторную роту, и Сигунов был назначен её командиром.
Состоя в этой должности с 1859 года, он за «отлично-усердную службу» был пожалован орденом св. Станислава 2-й степени с императорской короной, орденом св. Владимира 3-й степени и от шаха Персидского получил орден Льва и Солнца 3-й степени. В 1862 году произведён в генерал-майоры, в 1864 году награждён знаком отличия за L лет службы, в следующем году — орденом св. Станислава 1-й степени, а в 1867 году — орденом св. Анны 1-й степени.
Служа последние годы под ближайшим начальством кавказского наместника великого князя Михаила Николаевича, Сигунов в 1868 году, пользуясь расположением великого князя, был освобождён от несения служебных обязанностей во внимание к преклонному возрасту и свыше полувековой безукоризненной и усердной службе. Главнокомандующему Кавказской армией великому князю Михаилу Николаевичу угодно было оставить Сигунова при кавказских войсках, с сохранением полного оклада содержания, получаемого по званию командира лаборатории Кавказского военного округа, в виде пожизненной пенсии.
Умер Сигунов 12 октября 1870 года в Тифлисе.